# グスタボ・ゴメス
グスタボ・ゴメス（Gustavo Gómez，1993年5月6日 - ）は、パラグアイ・サン・フアン・バチスタ出身のサッカー選手。セリエA・SEパルメイラス所属。パラグアイ代表。ポジションはディフェンダー。

## 経歴
パラグアイの中で最も優秀なディフェンダーと見なされている。クラブ・リベルタに加入するとすぐにスタメンの座をつかむ。2014年の夏にはプリメーラ・ディビシオンのCAラヌースへのステップアップを果たした。

### ミラン
2016年8月5日、ボカ・ジュニオルスとの争奪戦を制した、セリエAの名門ACミランに850万ユーロで、5年契約で加入した。
最終ラインの新戦力として期待されたが定位置をつかむことはできず、翌年夏にはすでに退団が予測され、フェネルバフチェSKとの移籍に近づいていたが破談に終わった。結局この年は残留したが、レオナルド・ボヌッチとの争いに勝てず、2018年冬での退団が確実視されていたものの、ここでも移籍は成立せずにシーズン終了まで残ることとなった。

### パルメイラス
2018年8月2日、SEパルメイラスにレンタル移籍した。2020年1月1日、完全移籍。

## タイトル

### クラブ
クラブ・リベルタ
- リーガ・パラグアージャ：2012後期、2014前期

CAラヌース
- プリメーラ・ディビシオン (アルゼンチン)：2016

ACミラン
- スーペルコッパ・イタリアーナ：2016

SEパルメイラス
- カンピオナート・ブラジレイロ・セリエA：2018
- カンピオナート・パウリスタ：2020、2022
- コパ・リベルタドーレス：2020、2021
- コパ・ド・ブラジル：2020
- レコパ・スダメリカーナ：2022

### 代表
パラグアイ U-20
- Copa Ciudad de Arequipa：2012

### 個人
- 南米年間ベストイレブン : 2020、2021